# 神社女王
神社女王（かみこそじょおう/かみこそ の おおきみ、生年不詳 - 天平神護2年8月22日（766年9月30日））は、奈良時代の皇族。系譜は不明だが、親王の娘。官位は内命婦・従三位。

## 略歴
天平6年（734年）正月、無位から従四位下に昇叙されたことから、親王の娘であることが分かる。その後、記録が永らく途絶えるが、天平宝字8年（764年）10月、藤原仲麻呂の乱の直後の論功で広瀬女王・円方女王とともに正四位上から従三位に昇叙している。その後、後宮を退いたらしく、天平神護2年（765年）に散事・従三位で薨去。

## 官歴
『続日本紀』による。
- 時期不詳：内命婦
- 天平6年（734年）正月17日：従四位下
- 時期不詳：正四位上
- 天平宝字8年（764年）10月7日：従三位
- 天平神護2年（765年）8月22日：薨去